# Alexandre José Maria dos Santos
 (juillet 2022).
Si vous disposez d'ouvrages ou d'articles de référence ou si vous connaissez des sites web de qualité traitant du thème abordé ici, merci de compléter l'article en donnant les références utiles à sa vérifiabilité et en les liant à la section « Notes et références ».
Alexandre José Maria dos Santos, né le 18 mars 1924 à Zavala (Mozambique portugais) et mort le 29 septembre 2021 à Maputo, est un cardinal mozambicain, franciscain et archevêque de Maputo de 1976 à 2003.

## Biographie

### Prêtre
Après avoir suivi sa formation au Malawi, Alexandre José Maria dos Santos fait son noviciat chez les franciscains au Portugal près de Lisbonne. Il est ordonné prêtre le 25 juin 1953 pour l'Ordre des frères mineurs (franciscains).
Il retourne alors exercer son ministère sacerdotal dans des missions franciscaines au Mozambique.

### Évêque
Peu après l'indépendance du Mozambique vis-à-vis du Portugal, il est nommé le 23 décembre 1974 archevêque de ce qui était alors Lourenço Marques et qui quelques années plus tard sera rebaptisé Maputo. Il est consacré le 9 mars 1975 par le cardinal Agnelo Rossi.
Il se retire pour raison d'âge le 22 février 2003.

### Cardinal
Il est créé cardinal par le pape Jean-Paul II lors du consistoire du 28 juin 1988 avec le titre de cardinal-prêtre de S. Frumenzio ai Prati Fiscali.
Il perd sa qualité d'électeur le jour de ses 80 ans le 18 mars 2004, ce qui l'empêche de participer aux votes des conclaves de 2005 (élection de Benoît XVI) et de 2013 (élection de François).
Il meurt le 29 septembre 2021 à Maputo à l'âge de 97 ans.

## Succession apostolique
Alexandre José Maria dos Santos a ordonné les évêques suivants :
- Évêque Alberto Setele (de) (1976)
- Cardinal Júlio Duarte Langa (1976)
- Évêque Adriano Langa (de), O.F.M. (1998)
- Évêque Lucio Andrice Muandula (it) (2004)
- Évêque Ernesto Maguengue (2004)